# 武汉大学第二临床学院
武漢大學第二臨床學院位於東湖之濱的武漢大學基礎醫學院內，與武漢大學中南醫院相邻。武漢大學中南醫院是其附屬醫院。該院長期與法國等國家開展友好交往活動。2006年10月27日，正在中国进行国事访问的法国总统雅克·希拉克及夫人曾訪問该院。學院實力較強的研究科目為内科学（心血管病、消化系病、传染病）、外科学（普通外科、显微外科、骨外科、泌尿外科）、肿瘤学、急诊医学、老年医学、临床检验诊断学、放射医学、护理学等。